# Carlos Augusto Holtremann Franco
Carlos Augusto Holtremann Franco (Lisboa, Encarnação, 15 de Maio de 1927 - Lisboa, 6 de Fevereiro de 2011) foi um músico e compositor.

## Família
Descendente da familia Holtreman, foi filho de Augusto Carlos Franco e de sua mulher Zirza da Conceição Holtreman. É neto materno de Augusto Carlos Celestino Xavier Holtreman e de Augusta Adelaide da Silva. É tetraneto por via materna de Bartolomeu Nunes Holtreman.

## Biografia
Flautista e professor, iniciou os seus estudos musicais aos cinco anos de idade com seu pai, Augusto Carlos Franco, ex músico-militar da Banda da G.N.R. e maestro.
Em 1946, com dezanove anos iniciou a sua carreira profissional como músico militar na Banda da Guarda Nacional Republicana.
No seu percurso formativo, frequentou o Conservatório Nacional, onde concluiu o curso de solfejo com o Professor Lúcio Mendes, tendo também feito o exame de português. Entretanto matriculou-se nos cursos de Flauta, Piano e História da Música, com os professores Luís Boulton, Aroldo Silva e Maria Augusta Barbosa, respectivamente.
Verificando, através da experiência que ia adquirindo como profissional, que o programa de flauta que lhe era ministrado não correspondia de modo nenhum às exigências de uma boa formação instrumental, acabou por desistir, continuou a estudar intensamente como autodidacta, procurando a melhor informação.
Em 1952, após concurso público, ingressou na Banda da Armada, com 1º sargento solista.
Em 1956 foi convidado para ocupar o lugar de 1º Flauta solista da recém-formada Orquestra de Concertos da Emissora Nacional, dirigida pelo maestro Frederico de Freitas. Lugar que ocupou até à sua extinção, nos finais de 1959. Foi então convidado para solista da Orquestra Sinfónica do Porto em 1960. Ainda no Porto colaborou juntamente com Clotilde Rosa, numa obra de Jorge Peixinho, dirigida por este compositor, sobre uma peça de teatro de Raul Brandão “O Gebo e a Sombra”.
Aquando da sua estada no Porto, fez também parte ainda do Conjunto de Câmara Pró-Música do Porto, que era composto por Hydn Beek, Director; Carlos Fontes, Ilídio Fomes, A. Gaio Lima, José Luís Duarte, Violinos; Clara Batista, Resende Dias, Violas; Carlos de Figueiredo, Luís Millet, Violoncelos; José de Magalhães, Contrabaixo; Carlos Franco, Flauta; Saúl da Silva, Oboé; Américo Aguiar, Clarinete; Roger Esposito, Fagote e Armindo Ferreira, Trompa.
Nos anos de 1962 e 1963 frequentou os cursos da Académie International de Musique de Nice, nas classes dos professores Jean-Pierre Rampal e Alfred Loewenguth, respectivamente, de flauta e música de câmara.
O trabalho efectuado em Nice constituiu uma nova fase na sua carreira, pelos grandes ensinamentos recolhidos técnica e musicalmente. Começa então a apresentar-se como solista, com orquestra, piano ou conjuntos de câmara.
Em Junho de 1967 ganhou o prémio de flauta do concurso Guilhermina Suggia e em Outubro, foi chamado para prestar colaboração como 1º Flauta solista da Orquestra Sinfónica da Emissora Nacional. Nesta Orquestra apenas colaborou durante três meses, porque entretanto foi convidado a ocupar um lugar como solista na Orquestra Gulbenkian. Manteve-se nesta Orquestra desde Janeiro de 1968 a Novembro de 1973.
Imediatamente à sua saída da Orquestra Gulbenkian, ingressou como solista na Orquestra Filarmónica de Lisboa, lugar que ocupou até Novembro de 1975. Nessa data regressou à Orquestra da RDP (ex-Emissora Nacional).
No âmbito da sua actividade como solista, realizou diversos concertos com as Orquestra Sinfónica do Porto e de Lisboa, Orquestra Filarmónica de Lisboa e Orquestra Gulbenkian, dirigidas por diversos maestros nacionais e estrangeiros, tais como Gunther Arglebe, Álvaro Salazar, Silva Pereira, Frederico de Freitas, Gyula Németh, tendo executado as obras principais da literatura para flauta e orquestra e dado a conhecer algumas através de primeiras audições em Portugal.
Como solista, apresentou um reportório variado, desde os concertos de Mozart para flauta e orquestra até aos autores portugueses do séc. XX. No âmbito da música de câmara, integrando grupos nacionais e estrangeiros, apresentou desde as sonatas de Bach às obras de Jorge Peixinho, tendo efectuado inúmeros concertos em todo o País, bem como Espanha, França, Itália, Alemanha, Bélgica, Holanda, Polónia, antiga Jugoslávia, Hungria e Brasil.
Com Gyula Németh à frente da Budapest Philharmonic Orchestra, gravou um disco com a obra de Frederico de Freitas “Quarteto Concertante” para Flauta e Orquestra.
No período em que frequentou o Conservatório Nacional, fez parte de um quinteto de sopro com Marques Romão (clarinete), Lopes da Cruz (oboé), Adácio Pestana (trompa) e Álvaro Cunha (fagote).Em paralelo ao seu percurso, enquanto intérprete solista no diverso reportório sinfónico, desenvolveu grande actividade no âmbito da música de câmara, tendo colaborado em diversos grupos: • - “Trio Antiqua”, que fizeram parte Clotilde Rosa em harpa e Luísa Vasconcelos em violoncelo • - “Os Solistas de Lisboa”, agrupamento de sopro onde participavam, Lopes da Cruz (oboé), Adácio Pestana (trompete), Álvaro Machado (fagote) e Manuel Pereira Botelho (clarinete). • - Orquestra “ADIMUS”, que era constituída por Manuel João Afonso, João Nogueira, Jorge Lé, Luiz Costa Gomes, Maria Mora, Isabel Barão, Carlos Passos e José Machado (violinos), Ana Bela Chaves, António O. Silva e Buenaventura Melo (violas), Luiza Vasconcelos e Irene de Lima (violoncelos), Fernando Flores (contrabaixo), Emídio Coutinho (trombone), Jorge Peixinho (piano), Catarina Latino (percussão) e Clotilde Rosa (harpa).
Efectuou igualmente inúmeros recitais para piano e flauta com Cremilde Rosado Fernandes, Maria Manuela Araújo, Nicola Parente, Luís Filipe Pires, Olga Prats, Regina de Vasconcelos, Florinda Santos, Jorge Moyano, Piñeiro Nagy, Raul Sanchez, entre outros. Foi co-fundador do Grupo de Música Contemporânea de Lisboa na Primavera de 1970, com Jorge Peixinho, José Lopes e Silva, Luísa Vasconcelos, António Oliveira e Silva e com a compositora e harpista Clotilde Rosa, com quem casou no ano de 1980.
As suas participações exercidas ao longo de mais de duas décadas saldaram-se por inúmeras estreias nacionais ou absolutas de obras de autores como Jorge Peixinho, Clotilde Rosa, Emanuel Nunes, Manuel Henriques, Lopes Graça, Augusto Pereira de Sousa, Cláudio Prieto, Benjamin Britten ou Filipe Pires, entre outros. Alternando com Jorge Peixinho, dirigiu o G.M.C.L. desde 1980.
Na sua actividade pedagógica, teve algumas experiências esporádicas com alunos particulares, na Fundação Musical dos Amigos das Crianças foi docente durante um ano lectivo, na Academia dos Amadores de Música de Lisboa, onde se manteve durante oito anos até à entrada na Escola de Música do Conservatório Nacional em 1984, onde também foi Presidente de Direcção. Nessa época foi também docente na Escola Superior de Música de Lisboa. Fez também parte do corpo docente do Conservatório Regional de Setúbal.
Fez também parte do corpo docente dos diversos Cursos Internacionais de Música da Costa do Estoril, fazendo parte do Quinteto de Sopro da Costa do Estoril, com Lopes da Cruz (oboé), Marcos Romão (clarinete), Adácio Pestana (trompa) e Álvaro Cunha (fagote).
Foi por vários anos professor nos Cursos de Verão de Tomar, frequentado por alunos de várias escolas do país e do Conservatório do Porto.
Destacam-se como seus alunos: Alexandre Branco, Alexandre Coelho, João Barroso, José Rui Fernandes, Maria João Cerol, Padre Pedro Miranda, Ricardo Luís Meira da Conceição, Rita Malão, Sandra Pina, Rui Augusto, etc.

## Descendência
Casou a 16 de Outubro de 1953 com Fernanda Rosa Peres de Carvalho com quem teve dois filhos:
- Fernanda Maria de Carvalho Franco (15 de Setembro de 1954), casado com José Manuel Semedo Praça Frederique, de quem teve um filho e uma filha
- João Paulo de Carvalho Franco (30 de Janeiro de 1958), casado em primeiras núpcias com Ana Maria de Sousa Coutinho Simões, de quem teve uma filha, e em segundas núpcias com Teresa de Freitas Branco Sá da Bandeira, de quem teve dois filhos e uma filha.